# Église Saint-Corneille-et-Saint-Cyprien d'Ordino
L'église Saint-Corneille-et-Saint-Cyprien (catalan : església de Sant Corneli i Sant Cebrià) est une église paroissiale de la ville et de la paroisse d'Ordino, en Andorre.

## Historique
L'église est une construction d'origine médiévale fortement remodelée aux XVIIe et XIXe siècles. Depuis 2003, l'église est protégée comme bien d'intérêt culturel de l'Andorre.

## Description
L'église est située à l'extrémité ouest de la ville. C'est un bâtiment rectangulaire avec un presbytère carré. 
La nef possède deux chapelles latérales de chaque côté. Elle est couverte d'une voûte en berceau soutenue par deux arcs toriques couvert d'une toiture à deux versants en ardoise. Sur la façade ouest un contrefort sert à contrecarrer la poussée de l'arc torique du chœur. 
La porte s'ouvre au midi, la nef est éclairée par des œils-de-bœuf, des meurtrières et des lucarnes à arc bas.
Le clocher carré est accolé à la façade est. Il possède des ouvertures sur les quatre côtés constituées de meurtrières et de fenêtres à arc en plein cintre et une flèche à quatre pans. 
Accolée au porche à l'ouest de l'église, se trouve la sacristie qui communique avec le presbytère.
À l'intérieur, une sculpture romane de la Vierge à l'Enfant en bois polychrome, date du début du XIIe siècle. Cette représentation de la Vierge de 44 cm de hauteur seulement est l'une des plus petites de la Principauté. L'église abrite cinq retables d'époque baroque (XVIIe et XVIIIe siècles), consacrés aux patrons de l'église saint Corneille et saint Cyprien. Toutes les grilles de l'église datent également des XVIIe et XIXe siècles et proviennent des forges d'Ordino, propriétés de familles influentes de l'époque, comme les Casa Rossell et Casa d'Areny-Plandolit.
À l'extérieur sur la place à côté du clocher, se trouve un conjurador (comunidor) de dimensions réduites utilisé pour les cérémonies de protection contre les tempêtes.

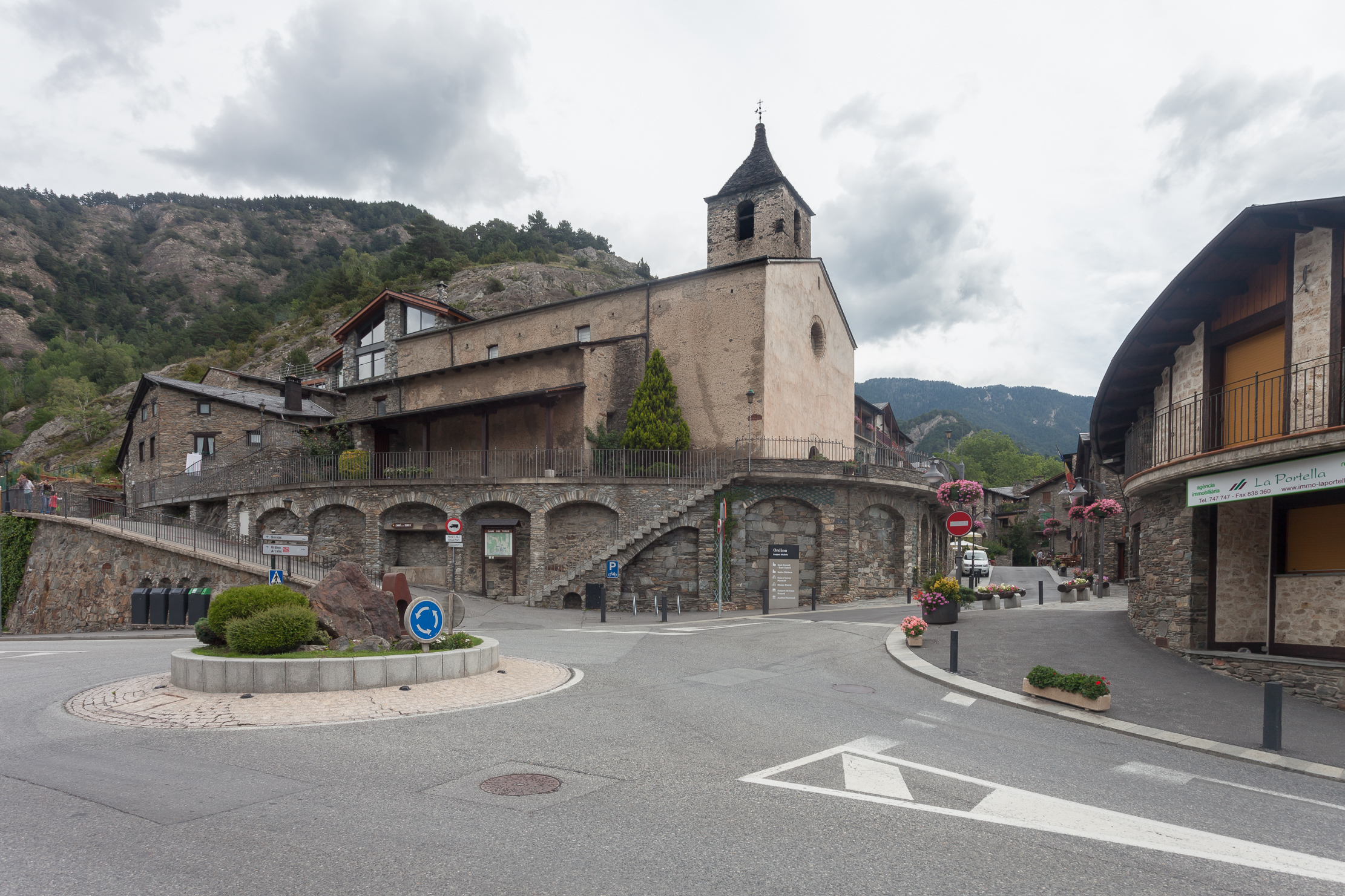
Façade ouest
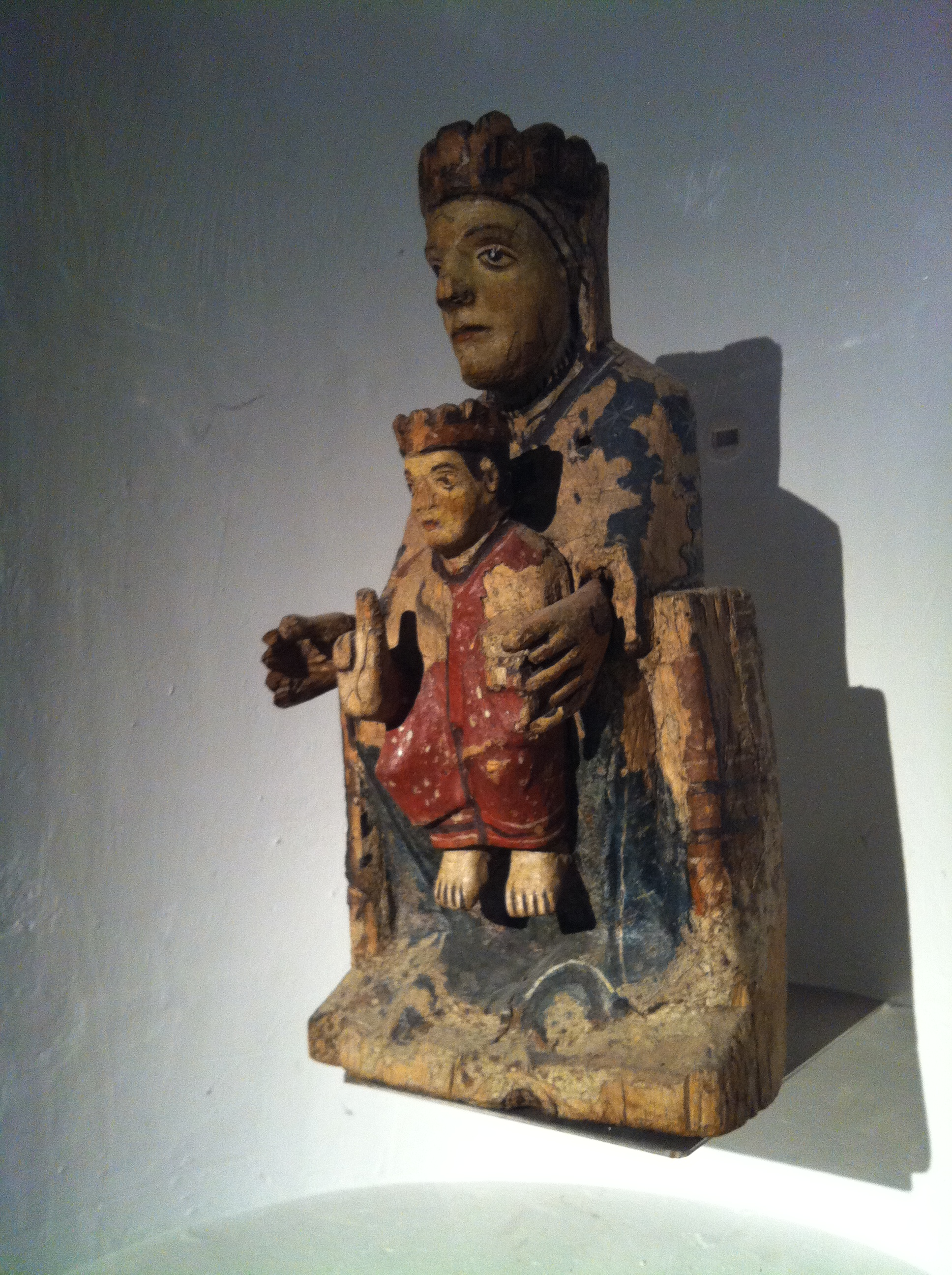
Vierge à l'Enfant du XIIe
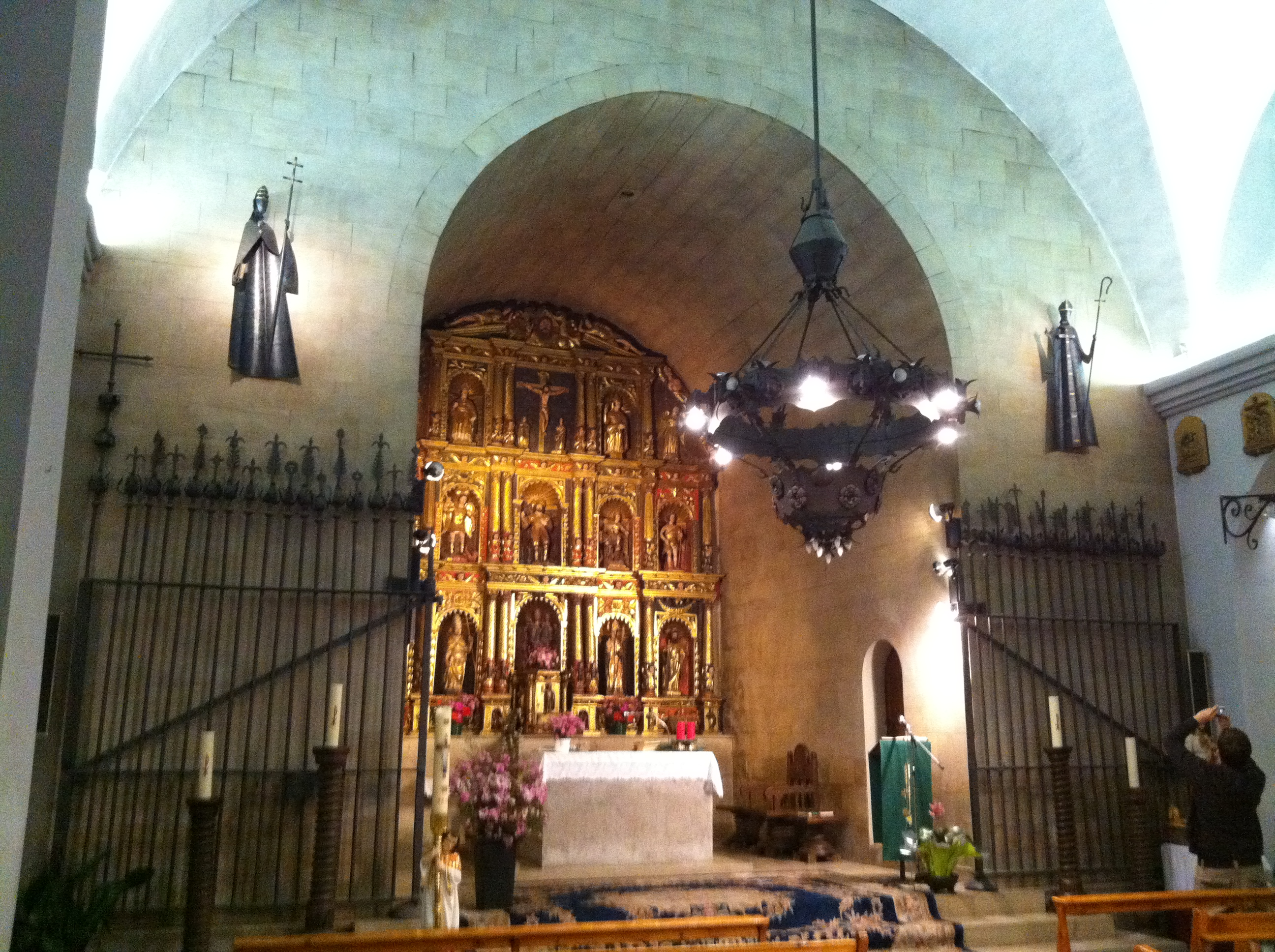
Retables et grilles